# Charles Page Bryan

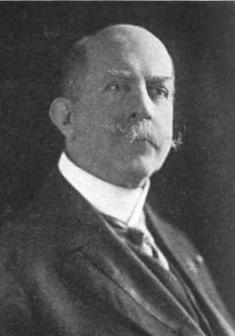
Charles Page Bryan

Charles Page Bryan (* 2. Oktober 1855 in Chicago, Illinois; † 13. März 1918 in Washington, D.C.) war ein US-amerikanischer Politiker der Republikanischen Partei und Diplomat.

## Leben
Charles Page Bryan, Sohn von Thomas Barbour Bryan und dessen Ehefrau Jennie Byrd Page Bryan, absolvierte ein Studium der Rechtswissenschaften an der University of Virginia sowie am Columbian College und war danach als Rechtsanwalt in Colorado tätig. Er war zudem Herausgeber von zwei Tageszeitungen und Mitglied der Nationalgarde von Colorado. 1880 war er für die Republikanische Partei kurzzeitig Mitglied im Repräsentantenhaus von Colorado. 1882 ließ er sich in Illinois nieder und diente als Oberst der dortigen Nationalgarde im Stab der Gouverneure von Illinois, Shelby Moore Cullom (1882 bis 1883), John Marshall Hamilton (1883 bis 1885) sowie Richard James Oglesby (1885 bis 1888). 1888 wurde er für die Republikanische Partei Mitglied im Repräsentantenhaus von Illinois und gehörte diesem bis 1897 an. Während dieser Zeit fungierte er zwischen 1891 und 1892 auch als Sekretär der Kommission für die Weltausstellung World’s Columbian Exposition, die vom 1. Mai bis zum 30. Oktober 1893 in Chicago stattfand.
Am 10. November 1897 wurde Bryan zum Gesandten in China ernannt, allerdings wurde die Ernennung vor der Befassung im US-Senat am 5. Januar 1898 zurückgezogen. Stattdessen wurde er am 19. Januar 1898 zum Außerordentlichen Gesandten und Bevollmächtigten Minister in Brasilien ernannt und legte dort am 11. April 1898 als Nachfolger von Edwin H. Conger sein Akkreditierungsschreiben vor. Er verblieb auf diesem Posten bis zum 3. Dezember 1902 und wurde daraufhin von David Eugene Thompson abgelöst. Am 26. September sowie am 8. Dezember 1902 wurde er zwar zum Gesandten in der Schweiz ernannt, trat dieses Amt jedoch nicht an. Stattdessen erfolgte am 7. Januar 1903 seine Berufung zum Außerordentlichen Gesandten und Bevollmächtigten Minister in Portugal, wo er am 25. April 1903 als Nachfolger von Francis B. Loomis sein Beglaubigungsschreiben übergab. Dieses Amt hatte er bis zum 16. Januar 1910 inne, ehe er am 11. Juni 1910 von Henry Gage abgelöst wurde.
Charles Page Bryan wurde daraufhin am 21. Dezember 1909 zum Außerordentlichen Gesandten und Bevollmächtigten Minister in Belgien ernannt und überreichte dort am 10. Februar 1910 als Nachfolger von Henry Lane Wilson sein Akkreditierungsschreiben. Er übte diese Funktion bis zum 18. September 1911 aus und wurde danach von Larz Anderson abgelöst. Zuletzt wurde er am 12. August 1911 zum Außerordentlichen und Bevollmächtigten Botschafter in Japan berufen, wo er am 22. November 1911 sein Beglaubigungsschreiben als Nachfolger von Thomas J. O’Brien übergab. Den Posten des Botschafters in Japan hatte er bis zu seinem Rücktritt aus gesundheitlichen Gründen am 1. Oktober 1912 inne und wurde im Anschluss abermals von Larz Anderson abgelöst.
Nach seiner Rückkehr ließ sich Bryan, der sich auch im 1783 gegründeten Orden Society of the Cincinnati engagierte, in Washington, D.C. nieder, wo er nach seinem Tode auf dem Oak Hill Cemetery beigesetzt wurde. 
Seine jüngere Schwester Jennie Byrd Bryan Payne war mit John Barton Payne verheiratet, der von 1920 bis 1921 Innenminister der Vereinigten Staaten sowie zwischen 1922 und 1935 Chairman der Liga der Rotkreuz-Gesellschaften, der heutigen Internationalen Rotkreuz- und Rothalbmond-Bewegung war.